# ADN recombinante

Construção de ADN recombinante, em que um fragmento de ADN estranho é inserido num vetor plasmídeo. Neste exemplo, o gene indicado pela cor branca é inativado após a inserção do fragmento de ADN estranho

Moléculas de ADN recombinante ou DNA recombinante (rDNA) são moléculas de ADN formadas por métodos de laboratório de recombinação genética (como clonagem molecular) que reúnem material genético de diferentes fontes, criando sequências que de outra forma não seriam encontradas no genoma. Essa técnica surgiu a partir da engenharia genética.
O ADN recombinante é o nome geral dado a um pedaço de ADN que foi criado combinando pelo menos dois fragmentos de duas fontes diferentes. O ADN recombinante é possível porque as moléculas de ADN de todos os organismos partilham a mesma estrutura química e diferem apenas na sequência de nucleótidos dentro desta estrutura geral idêntica. As moléculas de ADN recombinante são por vezes chamadas de ADN quimérico porque podem ser feitas de material de duas espécies diferentes, como a quimera mítica. A tecnologia do ADN recombinante utiliza sequências palindrómicas e leva à produção de extremidades pegajosas e cegas.
Sequências de ADN usadas na construção de moléculas de ADN recombinantes podem originar-se de qualquer espécie. Por exemplo, o ADN da planta pode ser ligado ao ADN bacteriano, ou o ADN humano pode ser ligado ao ADN dos fungos. Além disso, sequências de ADN que não ocorrem em qualquer lugar da natureza podem ser criadas por síntese química do ADN e incorporadas em moléculas recombinantes. Utilizando a tecnologia recombinante do ADN e o ADN sintético, literalmente qualquer sequência de ADN pode ser criada e introduzida em qualquer uma das várias áreas vivas.
As proteínas que podem resultar da expressão recombinante do ADN em células vivas são chamadas proteínas recombinantes. Quando o ADN recombinante que codifica uma proteína é introduzido num organismo hospedeiro, a proteína recombinante não é necessariamente produzida. A expressão de proteínas estrangeiras requer a utilização de vetores de expressão especializados e exige frequentemente uma reestruturação significativa por estranhas sequências de codificação.
O ADN recombinante difere da recombinação genética porque o primeiro resulta de métodos artificiais no tubo de ensaio, enquanto este último é um processo biológico normal que resulta na remistura das sequências de ADN existentes em essencialmente todos os organismos.

## Criação de ADN

A clonagem molecular é o processo laboratorial usado para criar ADN recombinante. É um dos dois métodos mais utilizados, juntamente com reação em cadeia de polimerase (PCR), utilizados para direcionar a replicação de qualquer sequência específica de ADN escolhida pelo experimentalista. Há duas diferenças fundamentais entre os métodos. Uma delas é que a clonagem molecular envolve a replicação do ADN dentro de uma célula viva, enquanto o PCR replica o ADN no tubo de ensaio, livre de células vivas. A outra diferença é que a clonagem envolve cortar e colar sequências de ADN, enquanto o PCR amplifica copiando uma sequência existente.
A formação de ADN recombinante requer um vetor de clonagem, uma molécula de ADN que se replica dentro de uma célula viva. Os vetores são geralmente derivados de plasmídeos ou vírus e representam segmentos relativamente pequenos de ADN que contêm sinais genéticos necessários para a replicação, bem como elementos adicionais para conveniência na inserção de ADN estrangeiro, identificando células que contêm ADN recombinante, e, se for caso disso, expressão de ADN estranho. A escolha do vetor para a clonagem molecular depende da escolha do organismo hospedeiro, do tamanho do ADN a clonar, e se e como o ADN estrangeiro deve ser expresso. Os segmentos de ADN podem ser combinados utilizando uma variedade de métodos, tais como a clonagem de enzimas de restrição/ligase ou montagem de Gibson.
Nos protocolos de clonagem padrão, a clonagem de qualquer fragmento de ADN envolve essencialmente sete etapas: (1) Escolha do organismo hospedeiro e vetor de clonagem, (2) Preparação do ADN vetorial, (3) Preparação do ADN a clonar, (4) Criação de ADN recombinante, (5) Introdução do ADN recombinante no organismo hospedeiro, (6) Seleção de organismos que contenham ADN recombinante e (7) Rastreio de clones com inserções de ADN e propriedades biológicas desejadas.

## Expressão de ADN
Após o transplante no organismo hospedeiro, o ADN estranho contido na construção de ADN recombinante pode ou não ser expresso. Isto é, o ADN pode ser simplesmente replicado sem expressão, ou pode ser transcrito e traduzido e uma proteína recombinante é produzida. De modo geral, a expressão de um gene estranho requer a reestruturação do gene para incluir sequências que são necessárias para a produção de uma molécula de ARN mensageiro que pode ser usada pelo aparato de tradução do hospedeiro (por exemplo, promotor, sinal de iniciação da tradução e terminador da transcrição). Podem ser feitas alterações específicas no organismo hospedeiro para melhorar a expressão do gene ectópico. Além disso, podem também ser necessárias alterações nas sequências de codificação para otimizar a tradução, tornar a proteína solúvel, direcionar a proteína recombinante para uma localização celular ou extracelular adequada, e estabilizar a proteína de degradação.

## Propriedades dos organismos que contenham ADN recombinante
Na maioria dos casos, os organismos que contêm ADN recombinante têm fenótipos aparentemente normais. Ou seja, a sua aparência, comportamento e metabolismo geralmente não mudam, e a única maneira de demonstrar a presença de sequências recombinantes é examinar o próprio ADN, tipicamente usando um teste de reação em cadeia de polimerase (PCR). Exceções significativas existem e são discutidas a seguir.
Se as sequências de ADN recombinante codificam um gene que é expresso, então a presença de ARN e/ou produtos de proteína do gene recombinante pode ser detectada, normalmente usando RT-PCR ou métodos de hibridização ocidental. Alterações fenotípicas brutas não são a norma, a menos que o gene recombinante tenha sido escolhido e modificado de modo a gerar atividade biológica no organismo hospedeiro. Fenótipos adicionais encontrados incluem toxicidade para o organismo hospedeiro induzido pelo produto gene recombinante, especialmente se for sobre-expresso ou expresso em células ou tecidos inadequados.
Em alguns casos, o ADN recombinante pode ter efeitos nocivos, mesmo que não seja expresso. Um mecanismo pelo qual isso acontece é a inativação insercional, na qual o ADN recombinante se torna inserido no gene de uma célula hospedeira. Em alguns casos, os investigadores usam este fenómeno para "destruir" genes para determinar a sua função biológica e importância. Outro mecanismo pelo qual a inserção de ADN recombinante em ADN cromossômico pode afetar a expressão gênica é pela ativação inapropriada de genes do hospedeiro anteriormente não expressados. Isto pode ocorrer, por exemplo, quando um fragmento de ADN recombinante contendo um promotor ativo se torna localizado próximo a um gene anteriormente silencioso, ou quando um gene da célula hospedeira cuja função envolve restringir a expressão gênica passa por inactivação insercional pelo ADN recombinante.

## Aplicações do ADN recombinante
O ADN recombinante é amplamente utilizado na biotecnologia, medicina e em pesquisas. Nos dias de hoje, proteínas recombinantes e outros produtos que resultam do uso da tecnologia de ADN recombinante são encontrados essencialmente em todas as farmácias, clínicas médicas ou veterinárias, laboratórios de testes médicos, e laboratórios de pesquisas biológicas. Em adição, muitos organismos foram manipulados utilizando a tecnologia de ADN recombinante, assim como produtos que derivam destes organismos.
A aplicação mais comum do ADN recombinante é na pesquisa básica, na qual a tecnologia é importante para os trabalhos mais atuais nas ciências biológicas e biomédicas. O ADN recombinante é usado para identificar, mapear e sequenciar genes e para determinar sua função. As sondas de ADN recombinante são empregadas na análise da expressão gênica dentro de células individuais e em toda a extensão de organismos inteiros. Proteínas recombinantes são amplamente utilizadas como reagentes em experimentos de laboratório e para gerar sondas de anticorpos para examinar a síntese de proteínas dentro de células e organismos.
Exemplos de aplicações incluem:
- Quimosina recombinante;
- Insulina humana recombinante;
- Hormônio de crescimento humano recombinante (HGH, somatotropina);
- Vacina recombinante contra hepatite B;
- Diagnóstico de infecção com HIV;
- Arroz dourado;
- Culturas resistentes a herbicidas;
- Culturas resistentes a insetos.

## Histórico
No ano de 1944 o pesquisador Oswald Avery, enquanto estava pesquisando a cadeia molecular do ácido desoxirribonucleico (DNA), descobriu que esse era o componente cromossômico que transmite as informações genéticas e que este é o principal constituinte dos genes. Em 1961 os pesquisadores François Jacob e Jacques Monod estudaram o processo de síntese de proteínas nas células de bactérias e descobriram que o principal responsável por essa síntese é o DNA. Em 1972 o pesquisador Paul Berg realizou a primeira experiência bem sucedida onde foram ligadas duas cadeias genéticas diferentes: ele ligou uma cadeia de DNA do fago λ junto ao operon da galactose de Escherichia coli, inserindo-os no DNA do vírus SV40.
A ideia do ADN recombinante foi proposta pela primeira vez por Peter Lobban, um estudante graduado do Prof. Dale Kaiser no Departamento de Bioquímica da Faculdade de Medicina da Universidade de Stanford. As primeiras publicações descrevendo a produção bem sucedida e replicação intracelular de ADN recombinante vieram em 1972 e 1973, da Universidade de Stanford e Universidade da Califórnia, São Francisco.
Em 1980 Paul Berg, um professor do Departamento de Bioquímica de Stanford e autor de um dos primeiros trabalhos recebeu o com o Prêmio Nobel da Química pelo seu trabalho sobre ácidos nucleicos "com particular atenção ao ADN recombinante". Werner Arber, Hamilton Smith, e Daniel Nathans compartilharam o Prêmio Nobel de Fisiologia ou Medicina pela descoberta das endonucleases de restrição que potencializaram o desenvolvimento das técnicas de ADN recombinante.
A Universidade de Stanford solicitou uma patente nos Estados Unidos do DNA recombinante em 1974, listando os inventores como Herbert W. Boyer (professor da Universidade da Califórnia, San Francisco) e Stanley N. Cohen (professor da Universidade de Stanford); esta patente foi concedida em 1980. A primeira medicação licenciada utilizando tecnologia de ADN recombinante foi a insulina humana.